# جان إل. بيرنت
جان إل. بيرنت هو سياسي أمريكي، ولد في 10 يناير 1871، وتوفي في 26 فبراير 1907 بسبب ذات الرئة. نشط حزبياً في الحزب الجمهوري. وقد انتخب عضو جمعية ولاية نيويورك ‏.